# Mont Hako
Le mont Hako (函岳, Hako-dake) est l'un des sommets des monts Kitami. Culminant à 1 129 m d'altitude, il est situé aux bordures des villes de Bifuka, Otoineppu et Esashi en Hokkaidō au Japon.
Le mont Hako est composé de roche mafique non-alcaline vieille de 15 à 7 millions d'années.